# 熱海国際映画祭
熱海国際映画祭（あたみこくさいえいがさい、英語: The Mt.Fuji Film and VR Festival、旧称：英語: The Mt.Fuji-Atami Film and VR Festival、“MFAFF”）は、2018年から静岡県熱海市で開催されている映画祭。長編・短編を初めとする様々な作品を対象とする一方、後述する様々なトラブルが発生したことでも知られている。

## 経緯
映画祭企画を業務目的とするA社によって持ち込まれた計画は、2017年11月に存在が明らかとなり、齊藤栄熱海市長他数名が12月4日に日本記者クラブで正式に発表した。グランプリ賞金100万円、尾崎紅葉生誕150周年記念として熱海市、イオンエンターテイメント、スカパー・ブロードキャスティング（以後スカパー）、A社の主催、釜山国際映画祭とECUヨーロッパ映画祭との連携、MOA美術館、熱海芸妓見番歌舞練場、市内宿泊施設を会場とし、レッドカーペットをホテルニューアカオで催すことが発表された。
応募作品から20作品に絞り込んで上映し、これに招待作品3 - 5本を加え、さらに特別部門を設けた。審査基準で脚本の質を重要視し、最優秀脚本賞は尾崎紅葉にちなみ「紅葉賞」と名付けられた。開催期間中は業界エキスパートによるワークショップ、上映後の映画監督との質疑応答、セミナー、交流イベントも行われる予定であった。受賞作品は首都圏、大阪、及び名古屋のイオンシネマにて上映が予定された。
だが、熱海市議会においては当初より市長の出席は11月に示された補正予算成立前であることが指摘されており、さらに記者会見後に開かれた市議会では主催の一つA社がペーパーカンパニーではないかとする疑惑、イオンエンターテイメントとスカパーの主催として正式参加への疑い、準備期間不足・会場の確保・過大な集客・収入見込みへの懸念などが示されたが、可決され予算500万円が拠出されることとなった。これとは別に、映画祭の規模的に上映作品数が過大であることも指摘されていた。
2018年3月にはボランティアの募集を開始した。4月、主催に全日空商事が加わった熱海国際映画祭実行委員会（以後「実行委員会」）は、レッドカーペットの世界救世教救世会館ホールへの変更と4月17日時点での応募総数が1156作品に達したことを公表した。5月15日の締め切り時点で応募総数は1479作品、提携先も上海国際映画祭、シンガポール国際映画祭、レインダンス映画祭を加えた5つとなった。だが実行委員会は5月末の段階で1508作品から32作品を絞り込み80作品の上映予定を立てたものの、掲示物の準備もできず、時間･会場も決まらないなど準備が十分ではないことが報じられた。6月に熱海市は、文化庁からの補助金を財源に予算1500万円を計上した。開催直前となっても周知の遅れの影響で、前売券の販売は1000枚と想定外の状況を来していた。グランプリ受賞作は全日空の国際線でも上映されることが明らかとなっていた。
6月28日から7月1日にかけて開催され（#第一回を参照）、グランプリは『ザ・レセプショニスト』が獲得した。入場者は目標の半分であるのべ5160人に留まり、告知不足が指摘された。その後、市長とA社代表の甲により9月に発表された赤字は61万円に留まり、次回の開催へつながることになった。
2019年3月11日、熱海市議会観光建設公営企業委員会にて第二回の開催が発表された。だが、5月10日 に第一回の900万円を超える赤字が発覚、これにより事態は一変することになる。20日齋藤栄市長と甲は共同会見を行い、実際の赤字がスカパーへの1000万円をはじめとする1465万円であること、グランプリ賞金が未払いであること等を公表した。同時に実行委員会の構成が変更され、伊東園ホテルズ、ホテルサンミ倶楽部、アルゴ・ピクチャーズが加わり前年のイオンエンターテイメント、スカパー、全日空商事は離れることが明らかとなり、1234作品の応募を得て新体制で第二回開催へ向けて始動することも判明した。しかし、27日に熱海市と実質的に映画祭運営を行うAは決裂、齋藤は「甲を解任」と発表し、熱海市による独自開催を発表した。これは実行委員会を介したものではなく独断によるものであり、甲の金銭支払い要求に対して齋藤は甲より恐喝を受けたと主張、私選弁護士を立てて争う姿勢を見せたものである。しかし、実行委員会に諮らずに解任を主張する齋藤の主張は甲に無視され、金銭支払い要求も拠出費用の回収であると主張、両者の主張は平行線であった。金銭支払い要求については、A社が熱海市に負担をかけないとする確認書が15日に差し入れられており、齋藤はこれを恐喝の根拠としたが、甲は遡及効であると批難した。当時応募作品は実行委員会が管理しており、審査委員も実行委員会が集めていた。熱海市側は作品の引き渡しを要求したが、22日に代償として660万円を要求され、齋藤は24日に解任を決めた。また、熱海市が支出した500万円と文化庁の補助金1250万円の返還も求めた。引き渡しを拒否された熱海市は単独での独自開催を企図し、A社で作品を管理していたアメリカ人乙から得た作品リストを元に交渉する予定であったが、実現性に乏しいことが指摘されていた。
6月4日、自主開催を表明していた熱海市は出品者との連絡を取らず乙との交渉が不調に終わり、熱海市は開催を断念して実行委員会から離脱した。合わせて文化庁への補助金申請の取り下げと支出済みとする500万円の返還を求めたが、甲は補助金申請の窓口業務を引き続き要求するとした。10日には、静岡県が助成金350万円を不採択としていたことが明らかとなった。
決裂により熱海市、静岡県、文化庁という収入源を失った実行委員会は東京他での開催も模索したが、6月19日に実行委員会単独による熱海市内での開催が決定した。28日の開催まで10日を切るという状況で、選考通過作から10作品の辞退が発生し、上映作品は32作品に留まることになった。実行委員会は24日に開催概要を発表した。第二回への動きが進む中22日には、第一回の収入見込みの内全日空とイオンシネマの上映料450万円が、機内上映は行われず、イオンシネマも予定より縮小した上映実績・見込みとあって実績とは大きく異なる事が明らかとなった。
一方、熱海市と映画祭･実行委員会との関わりは熱海市議会で追及を受けた。20日、市議会で齋藤は第三者委員会設置を表明した。22日、熱海市議会で第一回に投入した金額が無断で650万円に増額されていたことが指摘されたが、これは文化庁の補助金が当初の予想を150万円下回る1350万円であることが原因で、差額を穴埋めしたものであった。25日には第一回の関係者より民事訴訟がA社と市の双方を被告に起こされていたことが判明、これを受けて98条委員会を検討していた市議会は設置を見送ることとなった。第三者委員会は、7月16日に設置された。
28日『フツルカ・クセーニャ』の上映により開幕、同日熱海市は補助金申請の取り下げを発表した。1日に閉幕したが、経費こそ400万円台に抑えたものの、入場者のべ550人、内有料入場者121人に留まった。

## 概要

### 第一回
2018年6月28日から7月1日にかけて行われた。レッドカーペットは予定通り行われた。有料での上映以外にコンサート、トークショー、無料上映なども催された。81作品が上映され、その中には袴田巖を取り上げた『48 years – 沈黙の独裁者』や、後にヒット作となった『カメラを止めるな!』などがあった。
審査結果
カテゴリーは、長編、短編、インディペンデント、学生、VRとなった。
| 賞                                     | 受賞者                                                                   |
| インターナショナルコンペ部門           | インターナショナルコンペ部門                                             |
| -------------------------------------- | ------------------------------------------------------------------------ |
| 作品賞グランプリ                       | 『ザ・レセプショニスト（英語版）』（The Receptionist）                   |
| 最優秀監督賞                           | Felipe Rodriguez（『キッドナップ・キャピタル（英語版）』Kidnap Capital） |
| 最優秀脚本賞                           | 『バーナード・アンド・ヒューイ（英語版）』（Bernard & Huey）             |
| 最優秀撮影賞                           | 『東京不穏詩』                                                           |
| 主演俳優賞                             | 飯島珠奈（『東京不穏詩』）                                               |
| 審査員特別賞                           | 『スリー・アンド・ハーフ』（Three and a Half）                           |
| 特別賞                                 | 『48 years – 沈黙の独裁者』                                              |
| 最優秀短編映画賞                       | 『テラフォーム』（Terraform）                                            |
| 最優秀アニメーション賞                 | 『コープ』（CORP）                                                       |
| 短編特別賞                             | 『ハモニカ太陽』                                                         |
| 特別部門                               |                                                                          |
| Independent World 最優秀長編賞         | 『星を継ぐ者』                                                           |
| Independent World 最優秀短編賞         | 『やもめ』                                                               |
| Next Generation 賞                     | 該当無し                                                                 |
| Next Generation特別賞                  | 『フェイス-ヴェラ / FAITH – VERA』                                       |
| Next Generation特別賞                  | 『カラーケージ / Colour Cage』                                           |
| 最優秀VR賞                             | 『ザ トレイン ハマセン / The Train Hamasen (哈瑪星列車)』                |
| 静岡銀行賞（熱海・静岡ロケーション賞） | 『熱海のやまぼうし』                                                     |

### 第二回
トラブルが続いた結果、最終的に長編短編合わせて32作品が上映された。レッドカーペットは起雲閣で行われたが、実行委員会の準備不足を露呈する事になった。準備不足は上映にも反映され、映画祭は数々の問題点を残して閉幕した。
審査結果
| 賞                           | 受賞者                                                            |
| ---------------------------- | ----------------------------------------------------------------- |
| 作品賞グランプリ             | 『フツルカ・クセーニャ（ウクライナ語版）』（Hutsulka Ksenya）[64] |
| 監督賞                       | 上西雄大（『ひとくず』）                                          |
| 俳優賞                       | 小南希良梨（『ひとくず』）                                        |
| 最優秀短編映画賞             | 『テロルンとルンルン』                                            |
| 最優秀ドキュメンタリー映画賞 | 『ゴーストオブピーターセラーズ』（The Ghost of Peter Sellers）    |
| 最優秀MV賞                   | 『負けない』                                                      |
| 最優秀VR賞                   | 『AR Voice Battle』                                               |